# Jean Marsan
Pour les articles homonymes, voir Marsan (homonymie).
Jean Marsan, né Jean Léon Paul Street le 7 avril 1920 à Levallois-Perret (Hauts-de-Seine) et mort le 29 septembre 1977 à Grez-sur-Loing (Seine-et-Marne), est un acteur, scénariste, dialoguiste et dramaturge français.
Il est tout à la fois un auteur et un acteur. Ses pièces font les grandes heures de l'émission Au théâtre ce soir. Il est pensionnaire de la Comédie-Française de 1946 à 1947.

## Théâtre

### Adaptation
- 1953 : Trésor de Roger Mac Dougal, mise en scène Pierre Dux, théâtre des Bouffes-Parisiens
- 1957 : César et Cléopâtre de George Bernard Shaw, mise en scène Jean Le Poulain, Théâtre Sarah-Bernhardt (Paris)
- 1961 : Douce Anabelle d'Audrey Roos et William Roos, mise en scène François Maistre, théâtre de l'Ambigu
- 1972 : Le noir te va si bien d'après Saül O'Hara

### Auteur
- 1948 : Interdit au public de Roger Dornès et Jean Marsan, mise en scène Alfred Pasquali, Comédie Wagram
- 1950 : Aux quatre coins, mise en scène de Michèle Verly, théâtre Gramont
- Les Filles
- Les Fochés
- Zoé

### Comédien
- 1937 : Victoria Regina de Laurence Housman, mise en scène André Brulé, théâtre de la Madeleine
- 1944 : Ruy Blas de Victor Hugo, mise en scène Pierre Dux, Comédie-Française
- 1947 : Le Voyage de monsieur Perrichon d'Eugène Labiche et Édouard Martin, mise en scène Jean Meyer, Comédie-Française
- 1951 : Treize pièces à louer, 13 courtes pièces, mises en scène Michel de Ré, théâtre du Quartier latin
- 1952 : Zoé de Jean Marsan, mise en scène Christian-Gérard, Comédie-Wagram, théâtre des Célestins
- 1955 : Charmante soirée de Jacques Deval, mise en scène de l'auteur, théâtre des Variétés
- 1965 : Les Filles de Jean Marsan, mise en scène Jean Le Poulain, théâtre Édouard-VII
- 1965 : La Dame de chez Maxim de Georges Feydeau, mise en scène Jacques Charon, théâtre du Palais-Royal
- 1972 : Le Don d'Adèle de Pierre Barillet et Jean-Pierre Grédy, mise en scène Jean Le Poulain, théâtre Marigny
- Théâtre Marigny
- 1974 : Pétrus de Marcel Achard, mise en scène Jean Le Poulain, théâtre Marigny

### Metteur en scène
- 1962 : Les Fochés de Jean Marsan, mise en scène avec Marc Doelnitz, théâtre des Nouveautés

## Filmographie (comme acteur et auteur)
- 1948 : Le Secret de Monte-Cristo d'Albert Valentin : le vendeur
- 1949 : Interdit au public d'Alfred Pasquali
- 1950 : La Dame de chez Maxim
- 1954 : L'honneur est sauf d'Édouard Molinaro (court métrage)
- 1954 : L'Aventurier de Séville de Ladislas Vajda
- 1954 : Zoé de Charles Brabant
- 1954 : Le Mouton à cinq pattes
- 1955 : Les Grandes Manœuvres
- 1956 : Ce soir les jupons volent
- 1957 : Le Septième Commandement
- 1957 : Les Lavandières du Portugal
- 1958 : Ni vu, ni connu
- 1958 : Sois belle et tais-toi
- 1958 : Un drôle de dimanche
- 1959 : Les Affreux
- 1961 : Tout l'or du monde
- 1962 : Conduite à gauche de Guy Lefranc
- 1964 : Coplan prend des risques
- 1966 : Ne nous fâchons pas

### Télévision
- 1977 : Minichronique de René Goscinny et Jean-Marie Coldefy, épisode La Croisière : le commandant

### Au théâtre ce soir
- 1966 : Interdit au public de Roger Dornès et Jean Marsan, mise en scène Jean Le Poulain, réalisation Pierre Sabbagh, théâtre Marigny
- 1969 : Une femme ravie de Louis Verneuil, mise en scène Robert Manuel, réalisation Pierre Sabbagh, théâtre Marigny
- 1969 : Bichon de Jean de Létraz, mise en scène Robert Manuel, réalisation Pierre Sabbagh, théâtre Marigny
- 1971 : Zoé de Jean Marsan, mise en scène de l'auteur, réalisation Pierre Sabbagh, théâtre Marigny
- 1972 : L'École des contribuables de Louis Verneuil et Georges Berr, mise en scène Robert Manuel, réalisation Pierre Sabbagh, théâtre Marigny
- 1972 : Le Don d'Adèle de Pierre Barillet et Jean-Pierre Grédy, mise en scène Jean Le Poulain, réalisation Pierre Sabbagh, théâtre Marigny
- 1973 : Pétrus de Marcel Achard, mise en scène Jean Le Poulain, réalisation Georges Folgoas, théâtre Marigny
- 1974 : Le Vison à cinq pattes de Constance Coline d'après Peter Coke, mise en scène René Dupuy, réalisation Jean Royer, théâtre Marigny
- 1975 : Le Noir te va si bien d'après Saül O'Hara, mise en scène Jean Le Poulain, réalisation Pierre Sabbagh, théâtre Édouard VII
- 1976 : Week-end de Noël Coward, mise en scène Jacques Ardouin, réalisation Pierre Sabbagh, théâtre Édouard VII
- 1977 : Le Juste milieu de Berry Callaghan, mise en scène Jacques Ardouin, réalisation Pierre Sabbagh, théâtre Marigny